# مظنون (فیلم ۱۹۹۸)
«مظنون» (انگلیسی: The Suspect (1998 film)) فیلمی در ژانر مهیج به کارگردانی رینگو لام است که در سال ۱۹۹۸ منتشر شد.